# 아이노정 (나가사키현)
아이노정(愛野町)은 나가사키현 시마바라반도에 있던 정으로 미나미타카키군에 속했다. 
2005년 10월 11일에 주변 6개 마을과 신설 합병, 시로 승격해 운젠시가 되어 자치단체로서는 소멸했다.

## 지리
시마바라 반도의 가장 가느다란 밑바닥에 이르기 직전에 위치하며, 북쪽은 아리아케해의 일부인 이사하야만, 남쪽은 다치바나만과 접해 있다. 그 위치적 특성으로 인해 시마바라 반도의 관문으로서 반도 내 순환 루트와 반도 외곽을 연결하는 교통의 요충지이다. 중세까지는 서쪽에 인접한 이사하야시 모리야마쵸(구 기타코라이군 모리야마정)의 전신인 모리야마촌과의 경계를 흐르는 오에강(현 아리아케강) 하구 입구의 모리야마 쪽이 항구로서 시마바라반도 내 육상교통과 연계되어 교통의 요충지로서 기능이 컸으나, 에도시대에는 모리야마 쪽의 간척이 진행되어 항구로서의 기능을 상실했다. 을 상실하고, 해상교통과 육상교통의 연결고리를 형성하는 항구 기능은 오오에강의 아이노 측으로 옮겨져 아이노 측이 교통의 요충지 지위를 획득했다. 이 과정에서 간척지를 넓히려는 사가번 중신 이사하야 가문의 모리야마 측과 항구 기능을 확보하려는 시마바라 가문의 아이노 측과의 갈등이 여러 차례 발생했다.
지질학적으로는 시마바라 반도 중앙부의 화산활동으로 성장한 운젠산 기슭에 위치하며, 약 50만 년 전부터 30만 년 전까지의 고세 운젠 전기의 화산활동으로 인한 화쇄류 퇴적물에서 흘러나온 토석류 퇴적물로 마을 내 대부분의 땅이 두껍게 덮여 있다. 여기에 침식으로 생긴 계곡이 여러 개 새겨져 있고, 그 바닥에는 논, 계곡 경사면에는 숲, 계곡 이외의 운젠산 경사면에 해당하는 부분에는 밭이 펼쳐져 있으며, 고도가 낮은 곳부터 논, 숲, 밭의 순서로 배치되어 있다. 이는 주변의 많은 지자체가 논, 밭, 숲의 순서로 배치하는 것과는 크게 다르며, 마치 간토지방의 간토 롬층 고원에 형성된 계곡 지형을 연상케 한다. 이 완만한 경사면에 펼쳐진 밭에서는 주로 감자가 재배되고 있으며, 나가사키현 내의 주요 감자 산지가 되고 있다.

## 역사
- 1889년 4월 1일 - 정촌제 시행에 의해 아이노촌이 성립하였다. 촌은 이전의 촌에서 합병으로 1글자씩을 합쳤다.
- 1949년 8월 1일 - 아이노촌이 정으로 승격해 아이노정이 되었다.
- 2005년 10월 11일 - 미즈호정·아즈마정·구니미정·지지와정·오바마정·미나미쿠시야마정과 합병, 시로 승격해, 운젠시가 되어 아이노정은 소멸하였다.

## 교통

### 철도
- 시마바라 철도 시마바라 철도선

### 도로
- 국도 57호선
- 국도 251호선